# Corsa all'oro di Pike's Peak

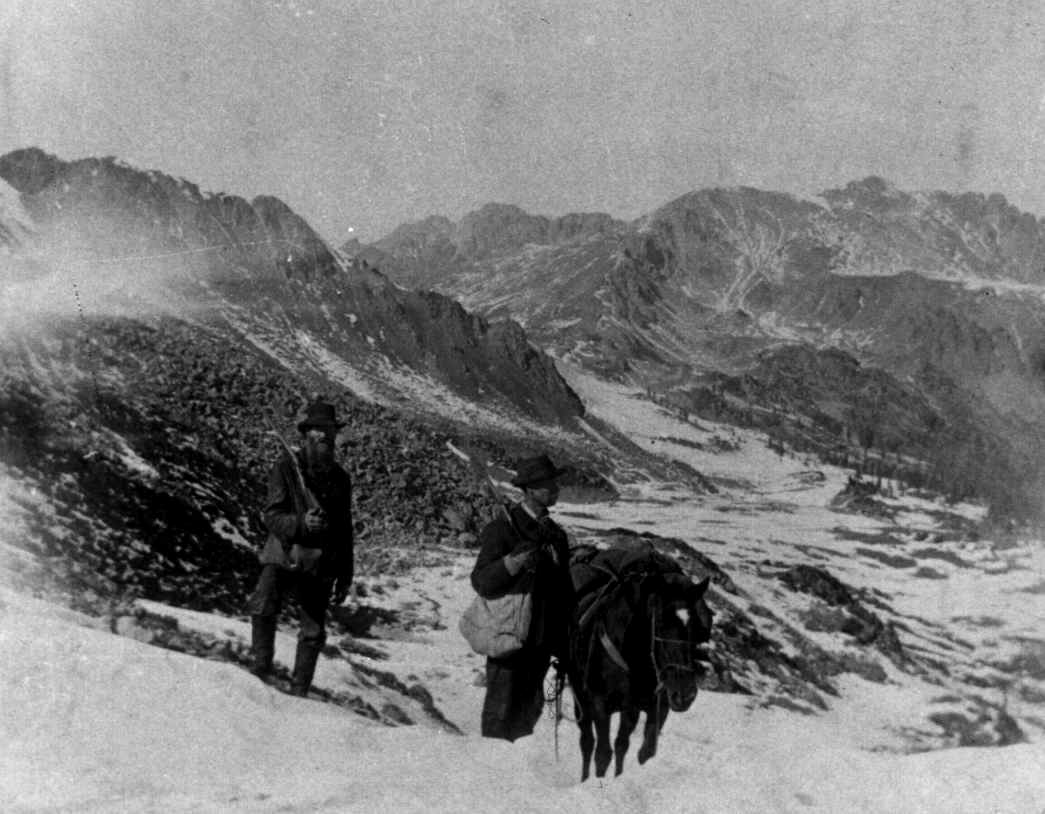
Cercatori d'oro sulle Montagne Rocciose dell'ovest del Territorio del Kansas.

La corsa all'oro di Pike's Peak (più tardi nota come corsa all'oro del Colorado) fu il boom della prospezione ed estrazione mineraria dell'oro nella zona di Pike's Peak nella parte occidentale del Territorio del Kansas e in quella sudoccidentale del Territorio del Nebraska, degli Stati Uniti d'America. Essa ebbe inizio nel luglio del 1858 e durò grosso modo fino alla creazione del Territorio del Colorado, il 28 febbraio 1861. Si stima che vi abbiano preso parte 100.000 cercatori in una delle maggiori corse all'oro nella storia del Nordamerica.
I partecipanti a questa corsa all'oro erano noti come Fifty-Niners dal 1859, l'anno di punta della corsa, e spesso usavano il motto Pike's Peak or Bust! (Pike's Peak o crepa!). In effetti il luogo della corsa era centrato a 137 chilometri a nord del Pikes Peak; il nome proviene infatti da quello del monte, allora ben noto e importante.

## Generalità

Cercatore d'oro in Pikes Peak

La corsa all'oro di Pike's Peak, che seguì alla corsa all'oro californiana dopo circa una decade, determinò un drammatico ma temporaneo afflusso di immigrati nella zona di Pike's Peak, quella meridionale delle Montagne Rocciose, nelle Grandi Pianure. I cercatori d'oro fornirono la maggior parte della popolazione bianca nella regione.
La corsa creò alcuni campi di minatori come Denver e Boulder, che poi si svilupparono in città vere e proprie.
Molti campi minori come Auraria e Saint Charles City vennero assorbiti da campi più grossi che si trasformarono poi in città. Residui di altri campi di minatori si ridussero a città fantasma, ma alcuni campi quali Central City, Black Hawk, Georgetown e Idaho Springs sopravvissero come centri abitati.

## La scoperta
Per molti anni la gente aveva sospettato che le montagne in questione contenessero numerosi ricchi depositi auriferi. Nel 1835 il cacciatore di pellicce francese Eustace Carriere si perdette e vagò per le montagne per parecchie settimane. Durante queste settimane trovò molti campioni d'oro che più tardi portò nel Nuovo Messico per farli esaminare. All'esame si rivelarono oro puro. Ma quando egli cercò di tornare sul posto con una spedizione, non riuscì a ritrovare la località cercata.
Nel 1849 e nel 1850, molti gruppi di cercatori diretti in California trovarono piccole quantità di oro nel letto dei vari corsi d'acqua della valle del South Platte, ai piedi delle Montagne rocciose. L'oro di queste montagne non impressionò né ritardò i cercatori, che avevano il miraggio di un benessere illimitato in California, e queste scoperte rimasero sconosciute per parecchi anni.
Quando l'isterismo della corsa all'oro della California si calmò, molti cercatori d'oro scoraggiati tornarono a casa. Voci sull'oro delle Montagne Rocciose persistevano e parecchi piccoli gruppi esploravano la regione. Nell'estate del 1857 un gruppo di cercatori d'oro di lingua spagnola provenienti dal Nuovo Messico operavano sul greto del fiume South Platte, a circa 8 chilometri sopra Cherry Creek, oggi parte di Denver.

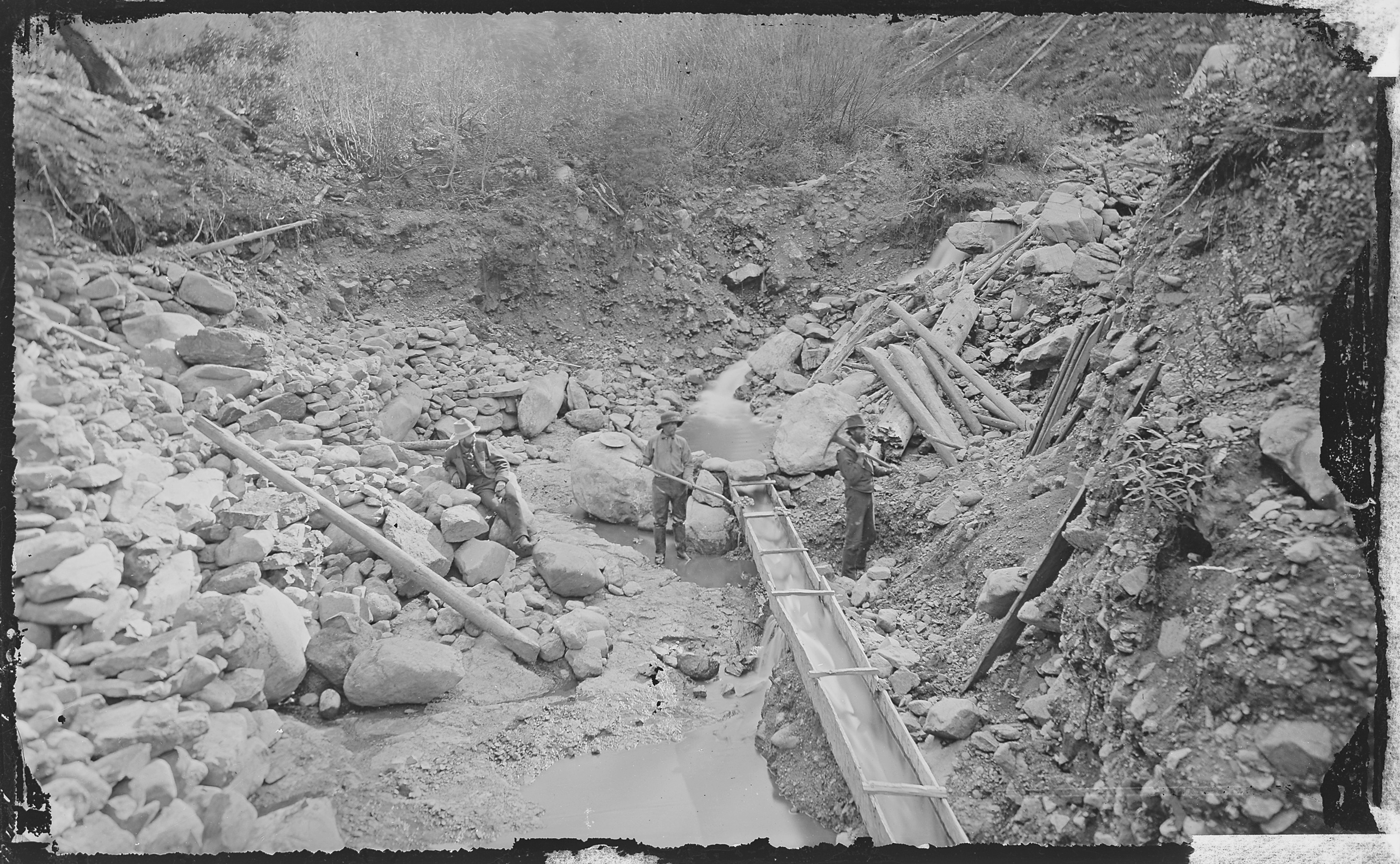
Setacciare in cerca d'oro, foto dello U.S. Geological and Geographic Survey of the Territories. (1874–1879) Fotografo: William Henry Jackson.

William Greeneberry "Green" Russell era un georgiano che lavorava nei campi dei minerali auriferi della California negli anni 1850. Russell aveva sposato una donna Cherokee e grazie ai suoi collegamenti con la tribù venne a sapere di una scoperta d'oro avvenuta verso il 1849 lungo il fiume South Platte.
Green Russell organizzò un gruppo di cercatori per operare lungo il South Platte, partendo con i suoi due fratelli e sei compagni nel febbraio 1858. Essi s'incontrarono con i membri della tribù Cherokee lungo il fiume Arkansas nell'attuale Oklahoma e proseguì verso ovest lungo il Santa Fe Trail. Altri raggiunsero il gruppo lungo il percorso fino a raggiungere il numero di 107.
Dopo aver raggiunto il Forte Bent's, essi si volsero verso nordovest, raggiungendo la confluenza del Cherry Creek con il South Platte il 23 maggio. Il luogo ove iniziarono le loro prospezioni è oggi il Confluence Park di Denver. Essi iniziarono le loro ricerche sul letto del fiume, esplorando il Cherry Creek e il vicino Ralston Creek, ma senza successo. Nella prima settimana del luglio 1858, Green Russell e Sam Bates trovarono un piccolo deposito vicino alla foce del Little Dry Creek, che fruttò loro circa 622 grammi d'oro, la prima scoperta significativa nella regione delle Montagne Rocciose. Il luogo della scoperta è oggi Englewood, sobborgo di Denver, proprio a nord dell'incrocio fra l'autostrada nazionale 285 e la 85.

## Boominiziale

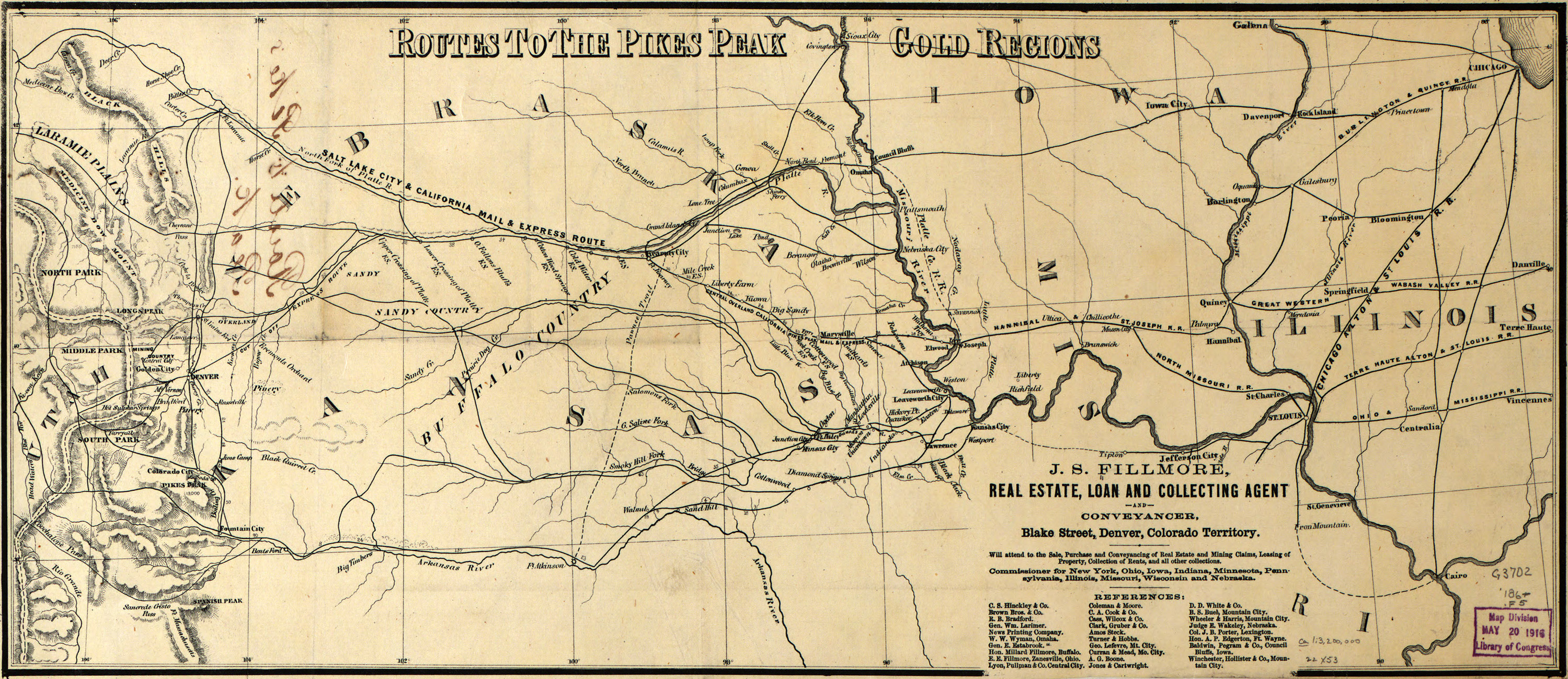
Una mappa di fine anni 1850, che mostra le strade importanti verso la regione dell'oro

Il primo decennio del boom era ampiamente concentrato lungo il fiume South Platte, ai piedi delle Montagne Rocciose, nel canyon del fiume Clear Creek, sulle montagne a ovest di Golden City, a Breckenridge e nel South Park a Como, Fairplay e Alma.
Entro il 1860, Denver City, Golden City e Boulder City erano di fatto delle città che servivano le miniere. La rapida crescita della popolazione portò alla creazione del Territorio del Colorado nel 1861
La corsa all'oro di Pike's Peak portò molti statunitensi a una frenesia, stimolandoli a raccogliere i loro effetti personali in un pacco e a dirigersi nel Colorado. Questo boom iniziale indusse persone a dare false informazioni, spesso a inviare gente nel West senza alcuna prova di un'effettiva presenza di oro. All'inizio della primavera del 1859, la gente correva nella zona di Pike's Peak. Qualcuno osava anche andarci nell'inverno del 1858, ma solo per accorgersi poi che avrebbe dovuto attendere fino allo scioglimento della neve per iniziare le ricerche dell'oro.

### Oro libero

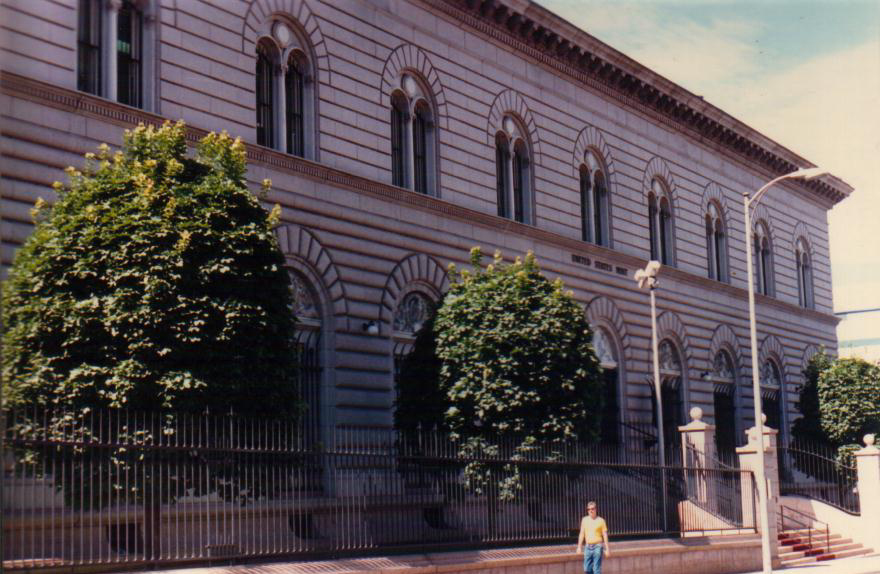
La zecca di Denver

La ricerca con scavi diretti durò qualche anno, ma poi declinò verso la metà degli anni 1860, quando i minatori esaurirono la parte superficiale delle vene aurifere che contenevano oro allo stato puro e scoprirono che le loro macine non riuscivano a estrarre l'oro dal minerale del suo amalgama di solfuro sito in profondità. Questo problema venne infine risolto e l'estrazione dal sottosuolo di oro e argento nel Colorado divenne una delle principali industrie.
Il Colorado produsse 4665,521 kilogrammi d'oro nel 1861 e quasi 7000 nel 1862. Ciò indusse il Congresso a istituire la Zecca di Denver.